# Hosanagara
Hosanagara är en ort i Indien.   Den ligger i distriktet Shimoga och delstaten Karnataka, i den södra delen av landet, 1 700 km söder om huvudstaden New Delhi. Hosanagara ligger 589 meter över havet och antalet invånare är 5 187.
Terrängen runt Hosanagara är platt, och sluttar västerut. Runt Hosanagara är det ganska tätbefolkat, med 86 invånare per kvadratkilometer. Det finns inga andra samhällen i närheten. Omgivningarna runt Hosanagara är en mosaik av jordbruksmark och naturlig växtlighet.